# Orthogonius doriae
Orthogonius doriae is een keversoort uit de familie van de loopkevers (Carabidae). De wetenschappelijke naam van de soort is voor het eerst geldig gepubliceerd in 1871 door Putzeys In Chaudoir.